# Богатировка
Богатиро́вка (каз. Богатыр) — село у складі Тайиншинського району Північноказахстанської області Казахстану. Входить до складу Келлеровського сільського округу.
Населення — 98 осіб (2021; 129 у 2009, 220 у 1999, 322 у 1989).
Національний склад станом на 1989 рік:
- поляки — 38 %.